# Transfection
On appelle transfection le processus de transfert de gènes, c'est-à-dire l'introduction de matériel génétique exogène dans des cellules eucaryotes, n’utilisant pas comme vecteur un virus, par opposition à la transduction. Le terme « transfection » est assez analogue au processus de transformation bactérien, mais ce terme n'a pas été appliqué aux cellules animales, du fait de son association à un phénotype altéré et une croissance anarchique (en clair, d'un stade précancéreux). 
Elle est typiquement réalisée par l'ouverture transitoire de pores dans les cellules pour permettre l'entrée de molécules extracellulaires, comme un plasmide d'ADN superenroulé, un petit ARN interférent, ou d'autres.
Les cellules manipulées pour accepter un ADN étranger (les cellules avec des pores) sont appelées « cellules compétentes » (competent cells). 

## Méthodes
Il existe différentes méthodes pour introduire un ADN exogène dans une cellule. 
- L'une des plus classiques et des moins chères, mais aussi des moins fiables, est la transfection par phosphate de calcium, découverte par S. Bacchetti et F. L. Graham en 1977. Une solution saline tamponnée par HEPES (HEPES-buffered saline solution - HeBS) doublement concentrée et contenant des ions phosphate est combinée avec une solution de chlorure de calcium contenant l'ADN à transfecter. Lorsque ces deux solutions sont combinées, il se forme un fin précipité de phosphate de calcium, liant l'ADN à transfecter à sa surface. La suspension contenant le précipité est alors ajoutée aux cellules à transfecter (habituellement une culture cellulaire monocouche). Par un procédé non entièrement compris, les cellules incorporent le précipité contenant l'ADN (les ions Ca2+ masquent la polarité négative de l'ADN lui permettant d'entrer dans la cellule). 
La transfection par phosphate de calcium est particulièrement employée avec les cellules 293 pour assurer des transfections transitoires.
- Une méthode très efficace est l'inclusion de l'ADN à transfecter dans des liposomes, c'est-à-dire des micelles possédant des propriétés structurelles analogues à celles des membranes cellulaires, et leur permettant de fusionner effectivement avec elles, libérant l'ADN dans la cellule. Pour les cellules eucaryotes, une transfection basée sur les lipides et les polycations est utilisée, du fait de la plus grande sensibilité des cellules.
- D'autres méthodes utilisent des agents polycationiques hautement branchés, appelés dendrimères, comme le polyéthylènimine (PEI), pour lier l'ADN et le transporter dans la cellule. 
Le polycation se fixe aux phosphates négatifs de l'ADN et l'englobe entièrement. Le complexe formé est globalement positif et va pouvoir se fixer aux polysaccharides de la membrane plasmique, qui sont négatifs. Du Tris, souvent inclus dans la solution de transfection, améliore la perméabilité membranaire.
 Une fois fixé à la membrane, le complexe est endocyté et adressé à l'endosome. De plus, le polyéthylènimine possède des propriétés uniques d'éponge à protons, captant les protons du lysosome lors de sa fusion avec l'endosome, inactivant ainsi les hydrolases acides pouvant dégrader l'ADN. 
Dans le cas du DEAE-Dextran, la captation des protons lysosomaux est assurée par un agent lysosomotropique (chloroquine).
 Par un processus encore mal connu, le complexe ADN-polycation quitte l'endosome, et est transloqué dans le noyau, où il est exprimé (transfection transitoire, cf. infra) ou intégré au génome puis exprimé (transfection stable, cf. infra).
- D'autres encore utilisent l'électroporation, le choc thermique (heat shock), et les propriétés particulières de réactifs comme le GeneCellin.
- Une approche directe de la transfection est le gene gun, dans lequel système l'ADN est couplé à une nanoparticule d'un solide inerte (généralement de l'or), qui est ensuite « tiré » (shot) directement dans le noyau des cellules-cibles.
- La magnétofection est une méthode de transfection qui utilise des champs magnétiques pour concentrer des particules contenant de l'acide nucléique et des échantillons in utero vers les cellules cibles du corps[1]. Cette méthode tente d'unir les avantages des méthodes de transfection biochimique (lipides cationiques ou atomes de polymère) et physique (électroporation, biolistique) dans un même système en excluant leurs inconvénients (faible efficacité, toxicité ).

## Transfection stable et transitoire
Dans la plupart des applications de la transfection, il suffit que le gène transfecté ne le soit que de manière transitoire. Comme l'ADN introduit n'est habituellement pas introduit dans le génome cellulaire, il est normalement perdu au plus tard lors de la mitose des cellules. Si l'on souhaite que ce gène demeure dans le génome des cellules-mères ainsi que des cellules-filles, il faut réaliser une transfection stable.
Pour ce faire, un autre gène est co-transfecté. Ce gène confère à la cellule un avantage sélectif, comme la résistance à une toxine donnée. Bien que le rendement soit très faible, certaines cellules auront transloqué l'ADN exogène et l'auront intégré à leur génome; si l'on ajoute la toxine (à laquelle la cellule est devenue résistante) au milieu de culture cellulaire, seules les cellules transfectées seront capables de proliférer, tandis que les autres mourront. Après application de cette pression de sélection pendant quelques passages en culture, seules les cellules transfectées de façon stable résistent et peuvent continuer à être cultivées.
Un agent habituellement utilisé pour réaliser une transfection stable est le G418 (généticine), une toxine pouvant être neutralisée par le produit du gène de résistance à la néomycine.